# Crescencio Carrillo y Ancona
Crescencio Carrillo y Ancona: Religioso y literato mexicano, nacido en Izamal, Yucatán, el año de 1837. Obispo de Yucatán de 1887 hasta su muerte, en la ciudad de Mérida, el 19 de marzo de 1897. Muy ilustrado en la cultura maya. Gran parte de su obra literaria estuvo dedicada a las cuestiones mayas, tanto de etnografía como de arqueología, geografía e historia.

## Juventud y estudios
De cuna muy humilde, por su significado talento le fue dado estudiar y obtener el grado de bachiller en filosofía en el Seminario Conciliar de la Ciudad de Mérida, capital del estado de Yucatán, adonde viajó de niño desde su ciudad natal, Izamal, uno de los sitios baluartes de la cultura maya yucateca.
El año de 1858 terminó sus estudios de teología y exegética sagrada que le permitieron recibir, con dispensa pues sólo contaba con 23 años de edad, el presbiterado conferido del entonces obispo José Marzoía Guerra. Esto sucedía el año de 1860.
Apoyado en una extraordinaria capacidad oratoria y en su dedicación religiosa, le fueron dadas diversas cátedras que ejerció en el seminario, desde donde promovió la creación de la Academia de Ciencias Eclesiásticas que fue autorizada en 1864. A la muerte del obispo Guerra, quien lo había designado su secretario particular poco antes de fallecer, siguió colaborando en el obispado, ahora bajo la dirección del recién nombrado obispo Leandro Rodríguez de la Gala. Este, en 1883, lo nombró obispo coadjutor con derecho de sucesión. Un poco más tarde, en 1884 fue preconizado obispo de Lero por el papa León XIII, habiendo recibido la consagración del Arzobispo de México en junio de ese mismo año.
El mismo año de 1884 restableció la Universidad Católica de Yucatán y promovió la creación del obispado de Campeche. Trabajó en Mérida al lado del obispo titular Rodríguez de Gala hasta la muerte de este en marzo de 1887, fecha en la que asumió el cargo de obispo de Yucatán.

## Obispado

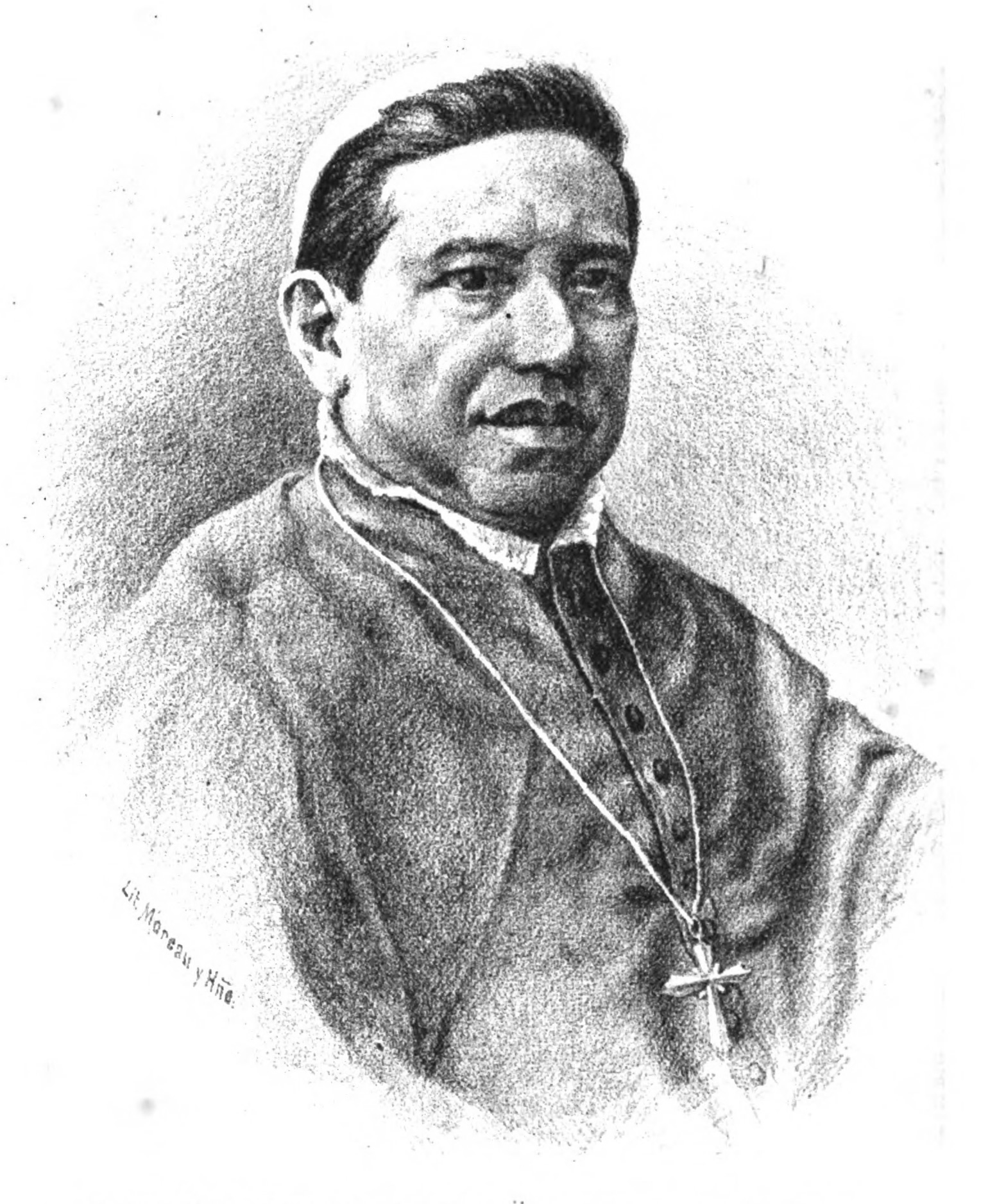
Grabado del Almanaque de "El Tiempo" - Diario Católico de México - 1887

Dedicó una gran atención a su diócesis y se mantuvo viajando a lo largo y ancho del Estado de Yucatán, incluyendo la región correspondiente al obispado de Campeche, que él había insistido en desarrollar en virtud de la extensión territorial involucrada en las tareas religiosas que se daban en esa época, en que latía aún en la península de Yucatán el conflicto bélico denominado guerra de Castas. 
Fue de gran realce la participación de Carrillo y Ancona en las tareas culturales de la entidad durante el tiempo que permaneció al frente de la diócesis. Su amplia cultura maya y la gran facilidad para escribir que tenía le permitieron descollar en la profundización y en la difusión de tal cultura tanto localmente, como a nivel nacional e internacional.

## Obra literaria
Autor de una vasta producción literaria. A lo largo de los años había venido publicando en diversas revistas y periódicos las biografías de los obispos de Yucatán que finalmente se reunieron en un solo volumen en 1892.
Hubo otras biografías de personajes importantes que también publicó entre las que cabe mencionar la de John Lloyd Stephens.
Son de mencionarse además, entre otras, las siguientes obras:
- Álbum de las señoritas yucatecas.
- Welina (su única novela)
- La raza indígena de Yucatán.
- Las cabezas chatas.
- Sisal (ensayo geográfico)
- Izamal (ensayo geográfico)
- Ensayo histórico sobre la literatura de Yucatán.
- La litografía en Mérida.
- Observación crítica histórica.
- Historia general y patria.
- Los jesuitas en Yucatán.
- Historia antigua de Yucatán.
- Compendio histórico de Yucatán.
- Petén-Itzá, derechos de Yucatán y México.
- Origen de Belice.
- Isla de Arenas.
- Disertación sobre la historia de la lengua maya.
- Etimología de Yucatán.
- Estudio filosófico sobre el nombre de América.
- Labná, adoratorio de Motul.
- Historia Guadalupana.
- Estudio sobre la fiebre amarilla.
- Es suya también la introducción (él se encargó de difundirlo de manera amplia) del Códice Pérez cuyo autor, Juan Pío Pérez le entregó el original.